# Super Qix
Super Qix (スーパークイックス Sūpā Kuikkusu?) es un videojuego arcade publicado en 1987 por la empresa Taito. Es una secuela de Qix.

## Serie
1. Qix (1981)
2. Qix II - Tournament (1982)
3. Super Qix (1987)
4. Volfied (1989)
5. Twin Qix (1995)